# 恰合吉牧场
恰合吉牧场，是中华人民共和国新疆维吾尔自治区塔城地区塔城市下辖的一个乡镇级行政单位。

## 行政区划
恰合吉牧场下辖以下地区：
园林队村、农一队村、农二队村、农三队村、牧四队村、牧一队村、牧二队村和牧三队村。